# AIDAstella
L'AIDAstella è una nave da crociera costruita dalla tedesca Meyer Werft per Costa Crociere, settima della flotta, e ha preso servizio il 17 marzo 2013. Ha una capacità di 2.700 passeggeri.